# Dimeter
Der Dimeter ist in der Verslehre aus zwei Metren bestehendes Versmaß. Bei den dipodischen Versfüßen Jambus, Trochäus und Anapäst, bei denen ein Metron aus zwei Versfüßen besteht, entspricht das vier Versfüßen und damit dem Quaternar bzw. in deutscher Nachbildung dem Vierheber, bei allen anderen Versfüßen wie dem Daktylus hat der Dimeter zwei Versfüße und entspricht damit der Dipodie. In der metrischen Formelnotation wird der Dimeter durch ein hochgestelltes d gekennzeichnet.

## Beispiele und Verwendung
Beispiele für Dimeter in der antiken Dichtung sind:
- Jambischer Dimeter (jad):

×—ˌ◡—.×—ˌ◡◠
- Katalektischer jambischer Dimeter (jadc)

×—ˌ◡—ˌ×—ˌ◠
- Trochäischer Dimeter (trd):

—◡ˌ—×.—◡ˌ—◠
- Katalektischer trochäischer Dimeter (trdc), als Kolon auch unter der Bezeichnung Lekythion bekannt:

—◡ˌ—×.—◡ˌ◠
- Anapästischer Dimeter (and):

◡◡—ˌ◡◡—.◡◡—ˌ◡◡◠
In der römischen Komödie häufig von Plautus verwendet.
- Katalektischer anapästischer Dimeter (andc), besser bekannt als Parömiakos:

◡◡—ˌ◡◡—.◡◡—ˌ◠
- Kretischer Dimeter (crd):

—◡—ˌ—◡◠
- Bacchischer Dimeter (bad):

×——ˌ×—◠
In der deutschen Dichtung wurde der trochäische Vierheber zur Nachbildung romanischer Versmaße verwendet, so von Herder in seiner Nachdichtung des spanischen Nationalepos vom Cid, und war als Vers der Romanzenstrophe bei den Romantikern beliebt.
Der jambische Vierheber wird in einigen bekannten Balladen verwendet, zum Beispiel in Schillers Lied von der Glocke.